# 그린란드견

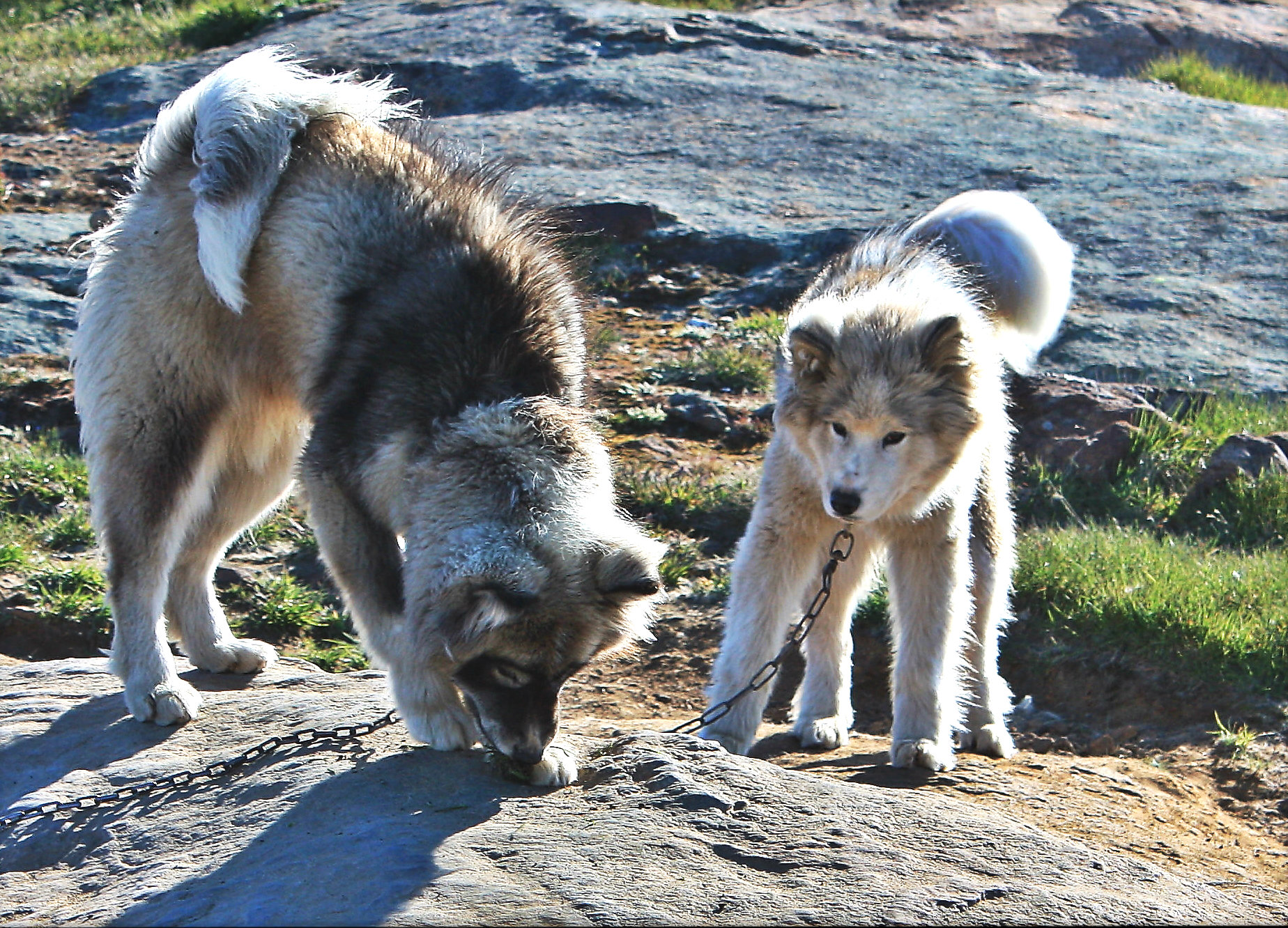

그린란드견(덴마크어: Grønlandshund 그뢴란스훈드[*])는 허스키형 개 품종의 하나로, 그린란드에서 썰매개 및 바다표범 사냥에 쓰인다. 그린란드에 최초로 정착한 이누이트들이 데리고 간 개의 직계후손으로 매우 역사가 오래된 품종이다.

## 신체
그린란드견은 정력적이고 건장한 개이다. 머리통은 쐐기꼴에 딴딴하며, 작은 눈은 약간 째졌고 삼각형 귀는 동상을 막는 두꺼운 모피로 덮여 있다. 다리는 짧은 털로 덮였으며 근육질에 강력하다. 꼬리는 등쪽으로 말려 있으며, 웅크려 자거나 쉴 때 꼬리로 코를 가린다. 모피는 이중구조로 되어 있는데 안쪽 층은 짧은 양모처럼 되어 있고, 바깥쪽 층은 길고 방수 능력이 있다.
그린란드견은 대부분 어깨 부분에 삼각형 모양의 무늬가 있는데, 이를 그린란드 여성들이 사용하는 나이프 이름을 따서 "울로(úlo)"라고 부른다.
보통 수컷이 암컷보다 커서 수컷의 신장은 58 ~ 68 센티미터이고 암컷의 신장은 51 ~ 61 센티미터이다.

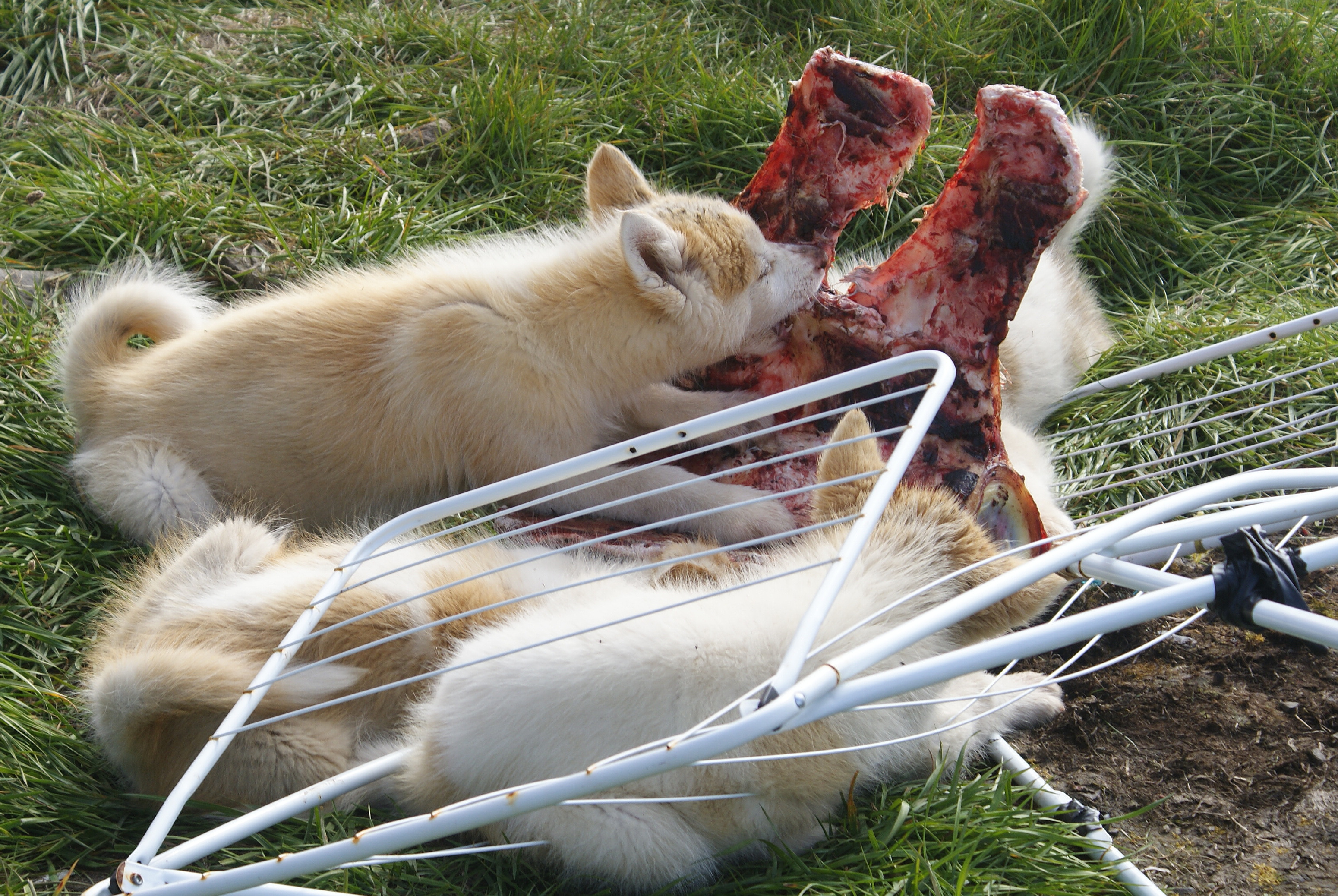
사향소 시체를 뜯어먹는 그린란드견 강아지들. 강아지들은 자유롭게 풀어놓고 기르다가 어른이 되면 묶어서 썰매개로 부린다.

오늘날의 그린란드견은 그 조상 품종이 그린란드에 처음 상륙했을 때와 거의 같은 생활을 하고 있다. 때문에 성질머리가 사나운 편이지만 강력하고 강인하기 때문에 그린란드인들의 생활에 없어선 안될 사역견으로 부려지고 있다. 늑대 같은 팩생활을 하기 때문에 애완동물로 삼기는 힘들다. 그러나 한 번 자신보다 주인이 서열이 우위에 있다고 인정하면 그 뒤로는 매우 충성스러워진다.
다른 썰매개들이 으레 그러하듯 그린란드견은 혹독한 지형을 빠른 속도로 가로지를 수 있다. 힘이 셀 뿐 아니라 인내력도 좋아서 사역견으로의 가치를 더한다.

## 역사
틀:이누이트 족이 데려왔다

## 같이 보기
- 알래스칸 맬러뮤트